# Liste des députés des Pyrénées-Orientales
Liste des députés des Pyrénées-Orientales.

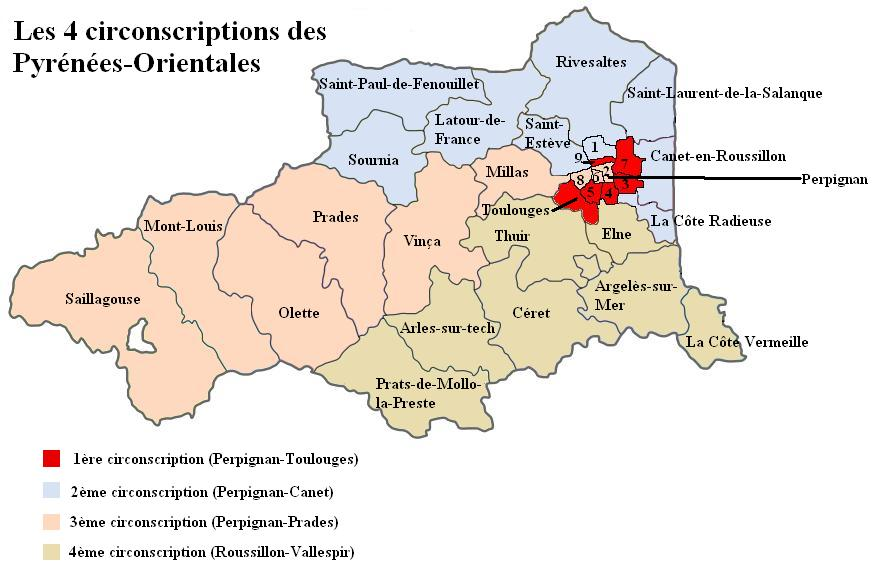
Les 4 circonscriptions des Pyrénées-Orientales de 1988 à 2012 (le canton de Saint-Estève est rattaché à la 3e circonscription depuis 2012).

## Révolution française

### Assemblée nationale constituante: 1789-1791
(Règlement royal du 19 février 1789)

#### Viguerie de Roussillon et de Valespir à Perpignan.
Vigueries secondaires : Conflent (Conflans), Cerdagne (8 députés)
- Clergé.
  - 1. Esponchez (Antoine-Félix de Leyris d'), évêque d'Elne en résidence à Perpignan.
  - 2. La Boissière (François-Antoine de), chanoine du chapitre de la cathédrale Saint-Jean-Baptiste de Perpignan et vicaire général du diocèse d'Elne.

- Noblesse.
  - 3. Coma-Serra (Michel de), citoyen noble de la ville de Perpignan.
  - 4. Banyuls de Montferré (Raymond-Antoine de), chevalier de Saint-Louis, ancien capitaine de cavalerie.

- Tiers état.
  - 5. Terrats (Jean-Baptiste François de), conseiller du roi, juge en chef au siège royal de la viguerie de Roussillon et Val-d'Espir, remplissant en ce siège les fonctions de lieutenant de M. le gouverneur et capitaine général de la province de Roussillon.
  - 6. Tixedor (Hyacinthe-Xavier), juge de la viguerie de Conflans et Capsir.
  - 7. François Siau, négociant à Perpignan. Refuse son élection et est remplacé par Julien Roca, marchand, demeurant à Prades.
  - 8. Moynier (Jean-Baptiste), marchand et consul de la ville d'Ille-en-Roussillon. Refuse son élection et est remplacé par Graffan (Joseph-Sauveur-Jacques), licencié en droit, député de la ville de Thuir.

##### Suppléants. (3)
- Clergé.
  - 1. Montferré (Jean-Baptiste de), chanoine de la cathédrale de Perpignan.

- Tiers état.
  - 2. Julien Roca, marchand, demeurant à Prades. Remplace Siau François, qui a refusé son élection.
  - 3. Graffan (Joseph-Sauveur-Jacques), licencié en droit, député de la ville de Thuir. Remplace Moynier Jean-Baptiste, qui a refusé son élection.

### Assemblée nationale législative: 1791-1792
5 députés et 2 suppléants
Députés
1. François-Xavier de Llucia, procureur-général-syndic du département.
2. Joseph Marie, administrateur du district de Prades.
3. Sébastien Escanyé, avocat et négociant, membre du directoire du département.
4. François Antoine Léonard Siau, négociant, membre du directoire du département.
5. Louis Ribes, homme de loi, membre du directoire du département.

Suppléants
1. Reynalt-Triquière (Hippolyte), membre du conseil du département à Elne.
2. Bataillé, juge de paix à Caudiès.

### Convention nationale: 1792-1795
5 députés et 2 suppléants
Députés
- Jean Birotteau, guillotiné en 1793 et remplacé par Laurent Delcasso
- Joseph Cassanyes
- Joseph Fabre
- Joseph Guiter
- François-Étienne Montégut

Suppléants
- Laurent Delcasso
- Joseph Chambon

### Conseil des Cinq-Cents: 1795-1798
- Joseph Cassanyes
- Laurent Delcasso
- Joseph Guiter
- François-Étienne Montégut
- Jacques François Izos
- Abdon Tastu

## ConsulatetPremier Empire

### Corps législatif: 1800-1814
- François Césaire Jalabert
- Joseph Guiter
- Denis Jacomet
- Charles Pierre de Lamer

## Chambre des députés des départements(1reRestauration)
- François Césaire Jalabert

## Chambre des représentants(Cent-Jours)
- François Césaire Jalabert
- Jean François Jérôme Jaubert
- Joseph Guiter
- Denis Jacomet

## Restauration

### Irelégislature(1815-1816)
- Bernard de La Tour d'Auvergne
- Bernard Arnaud

### IIelégislature(1816-1823)
- François Durand
- Jean-Pierre Poeydavant

### IIIelégislature(1824-1827)
- François Durand
- Jean-Pierre Poeydavant

### IVelégislature(1827-1830)
- François Durand
- Joseph II de Lazerme

### Velégislature(1830)
- François Durand
- Laurent Garcias

## Chambre des députés(Monarchie de Juillet)

### IreLégislature(1830-1831)
- Laurent Garcias
- François Durand

### IIeLégislature(1831-1834)
- Ferdinand Escanyé
- François Arago
- Laurent Garcias

### IIIeLégislature(1834-1837)
- Joseph de Lacroix
- François Arago
- Laurent Garcias

### IVeLégislature(1837-1839)
- Théodore Parès
- François Arago
- Laurent Garcias

### VeLégislature(1839-1842)
- Théodore Parès
- François Arago
- Laurent Garcias

### VIeLégislature(1842-1846)
- Théodore Parès
- François Arago
- Laurent Garcias

### VIIeLégislature(17/08/1846-24/02/1848)
- Théodore Parès
- François Arago
- Laurent Garcias

## IIeRépublique
Élections au suffrage universel masculin à partir de 1848

### Assemblée nationale constituante (1848-1849)
- Pierre Lefranc (homme politique 1815-1877)
- Emmanuel Arago
- Étienne Arago
- Théodore Guiter
- Hippolyte Picas

### Assemblée nationale législative (1849-1851)
- Pierre Lefranc (homme politique 1815-1877)
- Emmanuel Arago
- Théodore Guiter
- François Arago

## Second Empire

### Irelégislature(1852-1857)
- Justin Durand

### IIelégislature(1857-1863)
- Justin Durand

### IIIelégislature(1863-1869)
- Isaac Pereire

### IVelégislature(1869-1870)
- Adrien Calmètes
- Justin Durand

## IIIeRépublique

### Assemblée nationale(1871-1876)
- Étienne Arago, Républicain, (8 au 14 février 1871), puis Lazare Escarguel, Extrême-gauche, (à partir du 2 juillet 1871)
- Pierre Lefranc, Gauche républicaine
- Emmanuel Arago, Gauche républicaine
- Théodore Guiter, Gauche républicaine

### Irelégislature(1876-1877)
- Frédéric Escanyé
- Lazare Escarguel
- Paul Massot

### IIelégislature(1877-1881)
- Joseph de Gelcen, invalidé en 1877, remplacé par Frédéric Escanyé
- Paul Massot, élu sénateur en 1878, remplacé par Jean Forné
- Lazare Escarguel

### IIIelégislature(1881-1885)
- Émile Brousse
- Frédéric Escanyé
- Jean Forné
- Lazare Escarguel, élu sénateur en 1882

### IVelégislature(1885-1889)
- Émile Brousse
- Édouard Vilar
- Charles Floquet

### Velégislature(1889-1893)
- Perpignan-2 : Émile Brousse, Radical
- Prades : Édouard Vilar, Radical, élu sénateur en 1891, remplacé par Frédéric Escanyé, Républicain
- Céret : Edmond Bartissol, Républicain
- Perpignan-1 : Édouard Rolland, Républicain

Source : journal Le Temps du 24 septembre et du 8 octobre 1889 sur Gallica,.

### VIelégislature(1893-1898)
- Perpignan-2 : Émile Brousse, Républicain, démissionne en 1895, remplacé par Jean Bourrat, Radical
- Céret : Jules Pams, Républicain
- Prades : Frédéric Escanyé, Républicain
- Perpignan-1 : Édouard Rolland, Républicain

Source : journal Le Temps du 22 août et du 5 septembre 1893 sur Gallica,.

### VIIelégislature(1898-1902)
- Perpignan-2 : Jean Bourrat, Radical Socialiste
- Céret : Jules Pams, Radical Socialiste
- Prades : Frédéric Escanyé, Républicain
- Perpignan-1 : Édouard Rolland, Radical

Source : journal Le Temps du 10 mai et du 24 mai 1898 sur Gallica,.

### VIIIelégislature(1902-1906)
- Perpignan-2 : Jean Bourrat, Radical Socialiste
- Céret : Jules Pams, Radical, élu sénateur en 1905, remplacé par Paul Pujade, Radical Socialiste
- Perpignan-1 : Edmond Bartissol, Républicain
- Prades : Frédéric Escanyé, Républicain ministériel

Source : journal Le Temps du 29 avril et du 13 mai 1902 sur Gallica,.

### IXelégislature(1906-1910)
- Perpignan-2 : Jean Bourrat, Radical socialiste, décédé le 4 août 1909, remplacé par Victor Dalbiez, Gauche radicale, élu le 17 octobre 1909
- Prades : Emmanuel Brousse, Républicain (Gauche démocratique)
- Céret : Paul Pujade, Radical socialiste
- Perpignan-1 : Edmond Bartissol, Républicain progressiste

Sources : Journal Le Temps du 6 et du 22 mai 1906 sur Gallica - ,.

### Xelégislature(1910-1914)
- Perpignan-2 : Victor Dalbiez, Radical socialiste
- Perpignan-1 : Frédéric Manaut, Radical socialiste
- Prades : Emmanuel Brousse, Gauche démocratique
- Céret : Paul Pujade, Radical socialiste

Sources : Journal Le Temps du 24 avril et du 8 mai 1910 sur Gallica - ,.

### XIelégislature(1914-1919)
- Céret : Pierre Rameil, Républicain socialiste
- Perpignan-2 : Victor Dalbiez, Radical socialiste
- Prades : Emmanuel Brousse, Gauche démocratique
- Perpignan-1 : Léon Nérel, Gauche démocratique

Sources : Journal Le Temps du 28 avril et du 12 mai 1914 sur Gallica - ,.

### XIIelégislature(1919-1924)
Les élections législatives de 1919 furent organisées au scrutin proportionnel de liste. Elles marquèrent au niveau national la victoire du "Bloc national" de centre-droit.
Liste d'union républicaine nationale pour l'ordre et la prospérité du pays
- Emmanuel Brousse, Gauche républicaine démocratique, Conseiller général
- Étienne Battle, Gauche républicaine démocratique, Conseiller général, maire d'Ille-sur-Têt
- René Manaut, Gauche républicaine démocratique

Liste d'union des groupes républicains de gauche
- Pierre Rameil, Républicain socialiste

Source : Barodet sur le site de l'Assemblée Nationale - https://bibnum.sciencespo.fr/s/catalogue/ark:/46513/sc16m2kz#?c=&m=&s=&cv=

### XIIIelégislature(1924-1928)
Les élections législatives de 1924 furent organisées au scrutin proportionnel de liste. Elles marquèrent au niveau national national la victoire du "Cartel des gauches".
Liste du Cartel des Gauches
- Jean Payra, SFIO
- Pierre Rameil, Républicain socialiste et socialiste français
- Victor Dalbiez, Parti radical et radical-socialiste, élu sénateur en 1927, non remplacé

Source : Barodet sur le site de l'Assemblée Nationale - https://bibnum.sciencespo.fr/s/catalogue/ark:/46513/sc16m1m0#?c=&m=&s=&cv=

### XIVelégislature(1928-1932)
Les élections législatives furent au scrutin d'arrondissement majoritaire à deux tours de 1928 à 1936.
- Céret : Pierre Rameil, Radical-socialiste, élu sénateur en 1930, remplacé par Joseph Parayre, SFIO
- Prades : René Manaut, Gauche Radicale
- Perpignan : Jean Payra, SFIO

Source : Élections législatives 22-29 avril 1928 de Georges Lachapelle - https://gallica.bnf.fr/ark:/12148/bpt6k320439r.texteImage#

### XVelégislature(1932-1936)
- Céret : Joseph Parayre, SFIO
- Perpignan : Jean Payra, SFIO, élu Sénateur en 1936, non remplacé
- Prades : Joseph Rous, SFIO

### XVIelégislature(1936-1942)
- Céret : Joseph Parayre, SFIO, élu sénateur en 1938, remplacé par Louis Noguères, SFIO, élu le 10 avril 1938, lui-même déchu de son mandat de député par le Gouvernement de Vichy en décembre 1940 [15].
- Prades : Joseph Rous, SFIO
- Perpignan : François Delcos, Radical-socialiste

## Gouvernement provisoire de la République française
Les deux élections législatives organisées pendant le gouvernement provisoire de la République française se déroulent sous forme de scrutin proportionnel plurinominal par département. Il n'y a pas de suppléant.

### Assemblée nationale constituante de 1945(21 octobre 1945 - 2 juin 1946)
- Léopold Figuères
- Louis Noguères
- François Delcos

### Assemblée nationale constituante de 1946(2 juin 1946 - 27 novembre 1946)
- Léopold Figuères
- Louis Noguères
- François Delcos

## Quatrième République
Sous la IVe République, les élections législatives se déroulent sous forme de scrutin proportionnel plurinominal par département.

### Irelégislature (1946 - 1951)
- André Tourné
- Louis Noguères
- François Delcos

### IIelégislature (1951 - 1955)
- André Tourné
- Arthur Conte
- François Delcos

### IIIelégislature (1956 - 1958)
- André Tourné
- Arthur Conte
- Paul Alduy

## Cinquième République

### Irelégislature(1958-1962)
| Circonscription                                  | Identité                                | Parti         | Autre mandat                               |
| ------------------------------------------------ | --------------------------------------- | ------------- | ------------------------------------------ |
| Première circonscription des Pyrénées-Orientales | Paul Alduy (suppléant : Henri Guitard)  | SFIO puis ADS | Maire d'Amélie-les-Bains puis de Perpignan |
| Deuxième circonscription des Pyrénées-Orientales | Arthur Conte (suppléant : Jean Jacquet) | SFIO          | Maire de Salses                            |

### IIelégislature(1962-1967)
| Circonscription                                  | Identité                                   | Parti | Autre mandat       |
| ------------------------------------------------ | ------------------------------------------ | ----- | ------------------ |
| Première circonscription des Pyrénées-Orientales | Paul Alduy (suppléant : Henri Guitard)     | ADS   | Maire de Perpignan |
| Deuxième circonscription des Pyrénées-Orientales | André Tourné (suppléant : Fernand Cortale) | PCF   |                    |

### IIIelégislature(1967-1968)
| Circonscription                                  | Identité                               | Parti | Autre mandat       |
| ------------------------------------------------ | -------------------------------------- | ----- | ------------------ |
| Première circonscription des Pyrénées-Orientales | Paul Alduy (suppléant : Jean Marti)    | ADS   | Maire de Perpignan |
| Deuxième circonscription des Pyrénées-Orientales | André Tourné (suppléant : Henri Boyer) | PCF   |                    |

### IVelégislature(1968-1973)
| Circonscription                                  | Identité                                            | Parti       | Autre mandat       |
| ------------------------------------------------ | --------------------------------------------------- | ----------- | ------------------ |
| Première circonscription des Pyrénées-Orientales | Paul Alduy (suppléant : Jacques Bordaneil, Radical) | ADS puis PS | Maire de Perpignan |
| Deuxième circonscription des Pyrénées-Orientales | Arthur Conte (suppléant : Claude Barate)            | UDR         |                    |

### Velégislature(1973-1978)
| Circonscription                                  | Identité                                                      | Parti | Autre mandat       |
| ------------------------------------------------ | ------------------------------------------------------------- | ----- | ------------------ |
| Première circonscription des Pyrénées-Orientales | Paul Alduy (suppléant : Jacques Bordaneil, Radical de gauche) | PS    | Maire de Perpignan |
| Deuxième circonscription des Pyrénées-Orientales | André Tourné (suppléant : Roger Semper)                       | PCF   |                    |

### VIelégislature(1978-1981)
| Circonscription                                  | Identité                                   | Parti | Autre mandat       |
| ------------------------------------------------ | ------------------------------------------ | ----- | ------------------ |
| Première circonscription des Pyrénées-Orientales | Paul Alduy (suppléant : Jean-Jacques Vila) | UDF   | Maire de Perpignan |
| Deuxième circonscription des Pyrénées-Orientales | André Tourné (suppléant : Roger Semper)    | PCF   |                    |

### VIIelégislature(1981-1986)
| Circonscription                                  | Identité                                 | Parti | Autre mandat |
| ------------------------------------------------ | ---------------------------------------- | ----- | ------------ |
| Première circonscription des Pyrénées-Orientales | Renée Soum (suppléant : Louis Caseilles) | PS    |              |
| Deuxième circonscription des Pyrénées-Orientales | André Tourné (suppléant : Roger Semper)  | PCF   |              |

### VIIIelégislature(1986-1988)
Pour la première fois sous la Cinquième République, se sont déroulées (partiellement) au scrutin proportionnel (listes départementales) à un seul tour; Faire en sorte qu'aucun ne représente aucun district. Pas de suppléants.
| Position        | Identité       | Parti |
| --------------- | -------------- | ----- |
| Première liste  | Claude Barate  | RPR   |
| Première liste  | Jacques Farran | UDF   |
| Deuxième liste  | Renée Soum     | PS    |
| Troisième liste | Pierre Sergent | FN    |

### IXelégislature(1988-1993)
| Circonscription                                   | Identité       | Parti | Suppléant        |
| ------------------------------------------------- | -------------- | ----- | ---------------- |
| Première circonscription des Pyrénées-Orientales  | Claude Barate  | RPR   | Louis Chamorin   |
| Deuxième circonscription des Pyrénées-Orientales  | Pierre Estève  | PS    | Guy Peytavi      |
| Troisième circonscription des Pyrénées-Orientales | Jacques Farran | UDF   | Michel Berdaguer |
| Quatrième circonscription des Pyrénées-Orientales | Henri Sicre    | PS    | René Olive       |

### Xelégislature(1993-1997)
| Circonscription                                   | Identité        | Parti | Suppléant      |
| ------------------------------------------------- | --------------- | ----- | -------------- |
| Première circonscription des Pyrénées-Orientales  | Claude Barate   | RPR   | Louis Chamorin |
| Deuxième circonscription des Pyrénées-Orientales  | André Bascou    | RPR   | Louis Carles   |
| Troisième circonscription des Pyrénées-Orientales | François Calvet | UDF   | Danièle Pagès  |
| Quatrième circonscription des Pyrénées-Orientales | Henri Sicre     | PS    | René Olive     |

### XIelégislature(1997-2002)
| Circonscription                                   | Identité           | Parti | Suppléant                     |
| ------------------------------------------------- | ------------------ | ----- | ----------------------------- |
| Première circonscription des Pyrénées-Orientales  | Jean Vila          | PCF   | Nicole Gaspon                 |
| Deuxième circonscription des Pyrénées-Orientales  | Jean Codognès      | PS    | Bernard Cristofol (Les Verts) |
| Troisième circonscription des Pyrénées-Orientales | Christian Bourquin | PS    | Paul Mignon                   |
| Quatrième circonscription des Pyrénées-Orientales | Henri Sicre        | PS    | René Olive                    |

### XIIelégislature(2002-2007)
| Circonscription                                   | Identité        | Parti | Suppléant       |
| ------------------------------------------------- | --------------- | ----- | --------------- |
| Première circonscription des Pyrénées-Orientales  | Daniel Mach     | UMP   | Danièle Pagès   |
| Deuxième circonscription des Pyrénées-Orientales  | Arlette Franco  | UMP   | Gérard Bile     |
| Troisième circonscription des Pyrénées-Orientales | François Calvet | UMP   | Henri Carbonell |
| Quatrième circonscription des Pyrénées-Orientales | Henri Sicre     | PS    | Roland Noury    |

### XIIIelégislature(2007-2012)
| Circonscription                                   | Identité                                                                           | Parti | Autre mandat                                                       |
| ------------------------------------------------- | ---------------------------------------------------------------------------------- | ----- | ------------------------------------------------------------------ |
| Première circonscription des Pyrénées-Orientales  | Daniel Mach (suppléante : Nathalie Beaufils)                                       | UMP   | Maire de Pollestres                                                |
| Deuxième circonscription des Pyrénées-Orientales  | Arlette Franco, jusqu'à sa mort le 1er avril 2010 puis Fernand Siré, son suppléant | UMP   | Maire de Canet-en-Roussillon Maire de Saint-Laurent-de-la-Salanque |
| Troisième circonscription des Pyrénées-Orientales | François Calvet (élu sénateur en 2011, son siège devient vacant) (suppléant : ?)   | UMP   | Maire du Soler                                                     |
| Quatrième circonscription des Pyrénées-Orientales | Jacqueline Irles (suppléant : Éric Touron)                                         | UMP   | Maire de Villeneuve-de-la-Raho                                     |

### XIVelégislature(2012-2017)
| Circonscription                                   | Identité                                                                 | Parti | Autre mandat                                                                                  |
| ------------------------------------------------- | ------------------------------------------------------------------------ | ----- | --------------------------------------------------------------------------------------------- |
| Première circonscription des Pyrénées-Orientales  | Jacques Cresta (suppléant : Jean Roque)                                  | PS    | Vice-président du conseil régional du Languedoc-Roussillon, conseiller municipal de Cabestany |
| Deuxième circonscription des Pyrénées-Orientales  | Fernand Siré (suppléante : Christine Llorens)                            | UMP   | Maire de Saint-Laurent-de-la-Salanque                                                         |
| Troisième circonscription des Pyrénées-Orientales | Ségolène Neuville jusqu'au 9 avril 2014 puis Robert Olive, son suppléant | PS    | Vice-Présidente du Conseil général des Pyrénées-Orientales (canton de Perpignan-5)            |
| Quatrième circonscription des Pyrénées-Orientales | Pierre Aylagas (suppléante : Nicole Villard)                             | PS    | Maire d'Argelès-sur-Mer                                                                       |

### XVelégislature(2017-2022)
| Circonscription                                   | Identité                                               | Parti | Autre mandat                                                    |
| ------------------------------------------------- | ------------------------------------------------------ | ----- | --------------------------------------------------------------- |
| Première circonscription des Pyrénées-Orientales  | Romain Grau (suppléante : Isabelle de Noëll-Marchesan) | LREM  | Premier adjoint au maire de Perpignan, Conseiller départemental |
| Deuxième circonscription des Pyrénées-Orientales  | Louis Aliot (2017-2020) (suppléante : Catherine Pujol) | RN    |                                                                 |
| Deuxième circonscription des Pyrénées-Orientales  | Catherine Pujol (2020-2022)                            | RN    |                                                                 |
| Troisième circonscription des Pyrénées-Orientales | Laurence Gayte (suppléant : Antoine Tahoces)           | LREM  |                                                                 |
| Quatrième circonscription des Pyrénées-Orientales | Sébastien Cazenove (suppléante : Laurence Muguet)      | LREM  |                                                                 |

### XVIelégislature(2022-2024)
| Circonscription                                   | Identité                                         | Parti | Autre mandat                                                                                  |
| ------------------------------------------------- | ------------------------------------------------ | ----- | --------------------------------------------------------------------------------------------- |
| Première circonscription des Pyrénées-Orientales  | Sophie Blanc (suppléante : Carla Muti)           | RN    | Conseillère régionale d'Occitanie et conseillère municipale et adjointe au maire de Perpignan |
| Deuxième circonscription des Pyrénées-Orientales  | Anaïs Sabatini (suppléant : Julien Potel)        | RN    | Adjointe au maire de Perpignan et conseillère municipale                                      |
| Troisième circonscription des Pyrénées-Orientales | Sandrine Dogor-Such (suppléant : Gilles Foxonet) | RN    | Conseillère municipale de Perpignan                                                           |
| Quatrième circonscription des Pyrénées-Orientales | Michèle Martinez (suppléante : Laura Chrétien)   | RN    | Conseillère municipale de Perpignan                                                           |

### XVIIelégislature(2024-2027)
| Circonscription                                   | Identité                                       | Parti | Autre mandat                                                                                  |
| ------------------------------------------------- | ---------------------------------------------- | ----- | --------------------------------------------------------------------------------------------- |
| Première circonscription des Pyrénées-Orientales  | Sophie Blanc (suppléante : Carla Muti)         | RN    | Conseillère régionale d'Occitanie et conseillère municipale et adjointe au maire de Perpignan |
| Deuxième circonscription des Pyrénées-Orientales  | Anaïs Sabatini (suppléant : Julien Potel)      | RN    | Adjointe au maire de Perpignan et conseillère municipale                                      |
| Troisième circonscription des Pyrénées-Orientales | Sandrine Dogor-Such (suppléant : André Bonet)  | RN    | Conseillère municipale de Perpignan                                                           |
| Quatrième circonscription des Pyrénées-Orientales | Michèle Martinez (suppléante : Laura Chrétien) | RN    | Conseillère municipale de Perpignan                                                           |